# Regulacions Federals d'Aviació
Les Regulacions Federals d'Aviació (FAR) són normes prescrites per la Federal Aviation Administration (FAA) que regeixen totes les activitats d'aviació als Estats Units. Les FAR comprenen el títol 14 del Codi de regulacions federals (CFR). Es regula una àmplia varietat d'activitats, com ara el disseny i el manteniment d'avions, vols típics d'aerolínia, activitats d'entrenament de pilots, vols en globus aerostàtic , avions més lleugers que l'aire, alçades d'estructures artificials, il·luminació i senyalització d'obstruccions, llançaments de models de coets, operacions espacials comercials, operacions d'avions model, sistemes d'avió no tripulats (UAS) i vol d'estels. Les normes estan dissenyades per promoure una aviació segura, protegint els pilots, assistents de vol, passatgers i el públic en general de riscos innecessaris.

## FAR vs. 14 CFR
Des de 1958, aquestes regles s'han referit normalment com a "FAR", abreviatura de Reglaments federals d'aviació. No obstant això, un altre conjunt de normes (Títol 48) es titula "Reglament d'adquisicions federals", i això ha provocat confusió amb l'ús de l'acrònim "FAR". Per tant, la FAA va començar a referir-se a regulacions específiques amb el terme "14 CFR part XX".Ordre de la FAA 1320.46C (Sistema de circular d'assessorament) secció 10 (Ús de referències en el text d'un AC) paràgraf. h explica " No utilitzeu l'acrònim "FAR" per referir-vos a la normativa de la FAA. Ni el Departament de Transport ni l'Oficina del Registre Federal ens permeten utilitzar "FAR" per a les nostres regulacions. El Reglament Federal d'Adquisició s'apliquen a tot el govern i es permet utilitzar l'acrònim "FAR". "

## Visió general del 14 CFR
El títol 14 CFR - Aeronautics and Space és un dels cinquanta títols que conformen el Codi de regulacions federals dels Estats Units (CFR). El títol 14 és el conjunt principal de normes i regulacions (de vegades anomenades dret administratiu) emeses pel Departament de Transport i Administració Federal d'Aviació, agències federals dels Estats Units que supervisen l'Aeronàutica i l'Espai. Aquest títol està disponible en format digital i imprès, i es pot consultar en línia mitjançant el Codi electrònic de regulacions federals (e-CFR).

## Contingut a partir del 2018
La taula de continguts, tal com es reflecteix a l'e-CFR actualitzat el 20 de desembre de 2018:
| Volum | Capítol | Parts     | Entitat reguladora                                                                                  |
| ----- | ------- | --------- | --------------------------------------------------------------------------------------------------- |
| 1     | jo      | 1-59      | Administració Federal d'Aviació, Departament de Transport dels Estats Units                         |
| 2     | jo      | 60-109    | Administració Federal d'Aviació, Departament de Transport dels Estats Units                         |
| 3     | jo      | 110-199   | Administració Federal d'Aviació, Departament de Transport dels Estats Units                         |
| 4     | II      | 200-399   | OFICINA DE LA SECRETARIA, DEPARTAMENT DE TRANSPORTS (PROCEDIMENTS D'AVIACIÓ)                        |
| 4     | III     | 400-1199  | Oficina de Transport Espacial Comercial, ADMINISTRACIÓ FEDERAL D'AVIACIÓ, DEPARTAMENT DE TRANSPORTS |
| 5     | V       | 1200-1299 | Agència espacial nord-americana                                                                     |
| 5     | VI      | 1300-1399 | Junta d'Estabilització del Transport Aeri                                                           |